# Pahatsi
Pahatsi (Great Osage), jedna od tri bande Osage Indijanaca s rijeke Osage, pritoke Missourija u Missouriju. Godine 1802. polovica bande se izdvojila pod vodstvom poglavice Big-track i nastanila na rijeku Arkansas, gdje su postali poznati kao Arkansas ili Santsukhdhi. Prema Pikeovom (Pajkovom) izvještaju Pahatsi su 1806. imali 1.695 duša, a odmetnuti Santsukhdhi 1.500.
Potomci im danas žive u Oklahomi u okrugu Osage.